# Salzatal

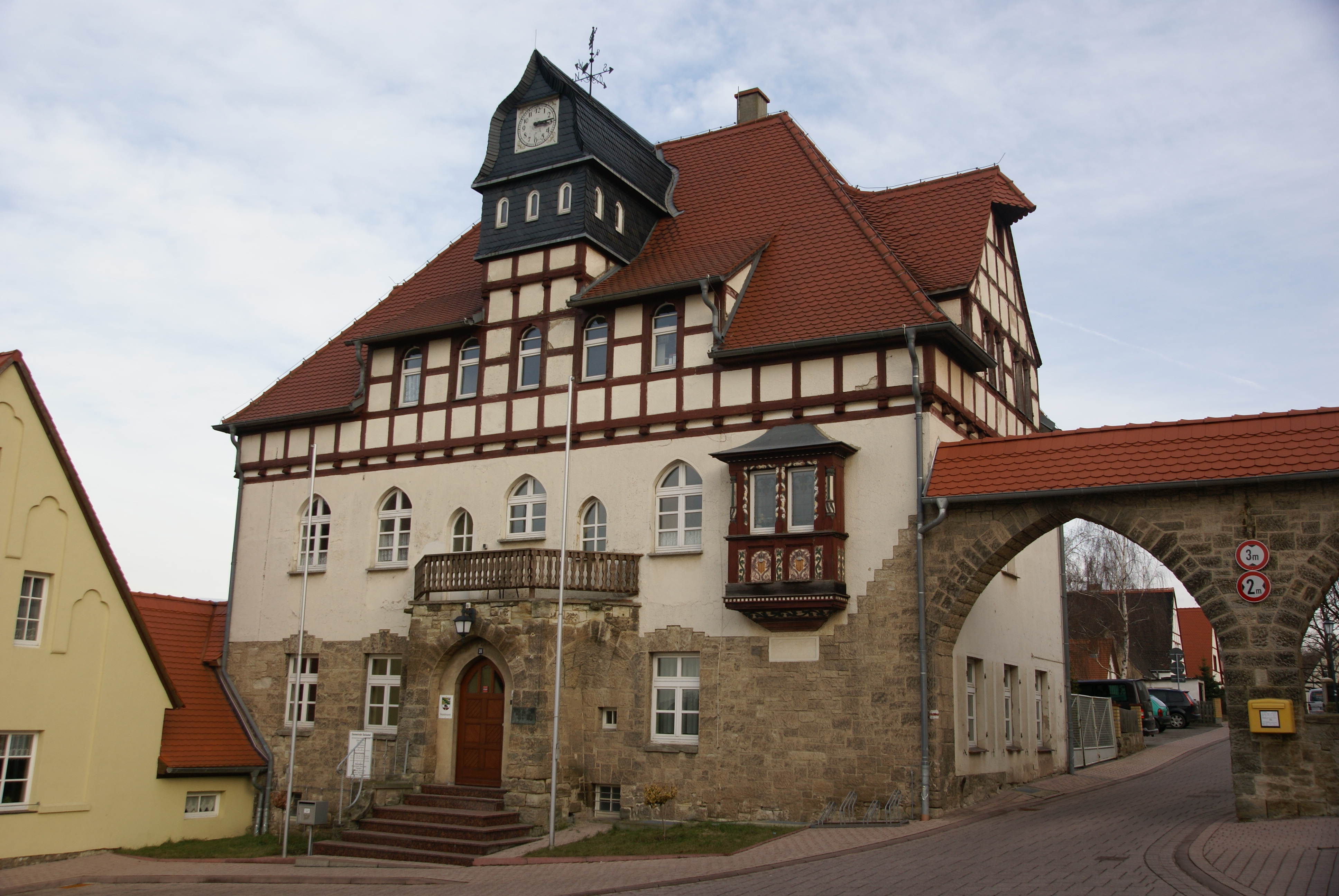
Rathaus in Salzmünde, dem Verwaltungssitz

Salzatal ist eine Einheitsgemeinde im Saalekreis in Sachsen-Anhalt.

## Geografie

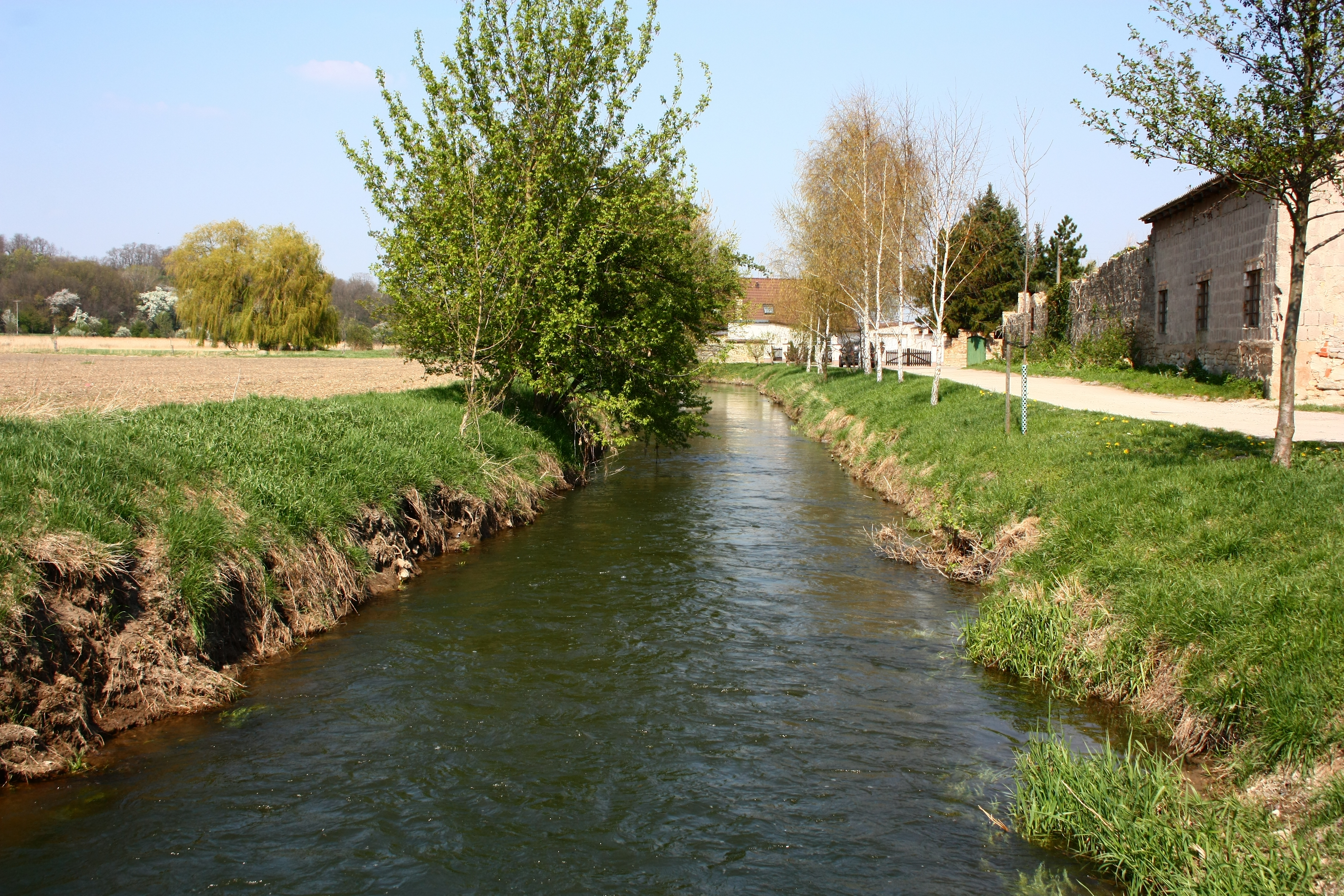
Die Salza im Ortsteil Benkendorf

Salzatal liegt im nordwestlichen Teil des Saalekreises und grenzt westlich an die Großstadt Halle (Saale). Das namensgebende Flüsschen Salza durchfließt die Gemeinde von Süden nach Norden und mündet bei Salzmünde in die Saale. Die Saale bildet fast durchgehend die nordöstliche Gemeindegrenze.

## Nachbargemeinden
| Gerbstedt                 |                                             | Wettin-Löbejün |
|                           | Kompassrose, die auf Nachbargemeinden zeigt |                |
| Seegebiet Mansfelder Land | Teutschenthal                               | Halle (Saale)  |

## Gemeindegliederung
Die Einheitsgemeinde Salzatal besteht aus folgenden Ortschaften:
| Ortschaft                                              | Einwohner a | Die Ortschaften von Salzatal (anklickbare Karte) |
| ------------------------------------------------------ | ----------- | ------------------------------------------------ |
| Beesenstedt (mit Naundorf, Schwittersdorf und Zörnitz) | 1260        | Die Ortschaften von Salzatal (anklickbare Karte) |
| Bennstedt                                              | 1558        | Die Ortschaften von Salzatal (anklickbare Karte) |
| Fienstedt                                              | 239         | Die Ortschaften von Salzatal (anklickbare Karte) |
| Höhnstedt                                              | 1549        | Die Ortschaften von Salzatal (anklickbare Karte) |
| Kloschwitz (mit Johannashall, Rumpin und Trebitz)      | 454         | Die Ortschaften von Salzatal (anklickbare Karte) |
| Lieskau                                                | 2616        | Die Ortschaften von Salzatal (anklickbare Karte) |
| Salzmünde b                                            | 2432        | Die Ortschaften von Salzatal (anklickbare Karte) |
| Schochwitz (mit Gorsleben, Krimpe, Räther und Wils)    | 1238        | Die Ortschaften von Salzatal (anklickbare Karte) |
| Zappendorf (mit Köllme und Müllerdorf)                 | 1500        | Die Ortschaften von Salzatal (anklickbare Karte) |

Das Eingemeindungsdatum war für alle Ortschaften der 1. Januar 2010.

## Geschichte
Die Gemeinde entstand am 1. Januar 2010 aus den Gemeinden Beesenstedt, Bennstedt, Fienstedt, Höhnstedt, Kloschwitz, Lieskau, Salzmünde, Schochwitz und Zappendorf, die der aufgelösten Verwaltungsgemeinschaft Westlicher Saalkreis angehörten. Die amtliche Bezeichnung wurde vom gleichnamigen Landschaftsschutzgebiet abgeleitet, das sich über weite Teile der Einheitsgemeinde erstreckt.
Industriegeschichte
Etwa 700 m südlich des Ortsteils Trebitz der Ortschaft Kloschwitz befindet sich das stillgelegte Kaliwerk Johannashall der gleichnamigen bergrechtlichen Gewerkschaft. Es war ein Bergwerk auf Kalisalze mit angeschlossener Düngemittelfabrik. Von 1902 bis 1922 wurde hier das Kaliflöz bis in eine Teufe von 542 m abgebaut.
Etwa 500 m südlich der Ortschaft Beesenstedt befindet sich die ebenfalls stillgelegte Schachtanlage des Kaliwerkes Wils. Die 1000 Kuxe dieser Gewerkschaft gehörten der Gewerkschaft Johannashall, sie war faktisch ein Tochterunternehmen.
Betriebsbeginn war im Jahre 1911. Nach nur elf Jahren Förderung wurde von den Gewerkschaften Wils und Johannashall gemeinsam der Antrag auf Stilllegung der Werke gestellt. Am 20. September 1926 wurden in den Gewerkenversammlungen die Liquidation beider Gewerkschaften beschlossen und der Veräußerung des Gesamtvermögens an die Kali-Industrie Aktiengesellschaft Berlin, Sitz Kassel / Wintershall Aktiengesellschaft zugestimmt.
Am Südwestrand der Ortschaft Zappendorf befindet sich ein weiteres Kalibergwerk, das Kaliwerk Gewerkschaft Salzmünde. Diese Schachtanlage ist seit 1925 im Niveau der 868-m-Sohle durchschlägig mit dem südlich von ihr gelegenen Grubenfeld des Kaliwerkes Teutschenthal (ehemals Kaliwerk Krügershall AG) und dieses wiederum mit dem sich östlich anschließenden Grubenfeld Angersdorf (früher Kaliwerk Gewerkschaft Saale sowie Hallesche Kaliwerke AG) verbunden. Nach Einstellung der Kaliförderung im Schacht Salzmünde am 1. Juli 1924 diente z. B. die Schachtröhre noch über Jahrzehnte als Flucht- und Wetterschacht für das Grubenfeld Krügershall / Teutschenthal.

## Bevölkerung
| Jahr | Einwohner |
| ---- | --------- |
| 2010 | 12.601    |
| 2015 | 11.566    |
| 2020 | 11.364    |

| Jahr | Einwohner |
| ---- | --------- |
| 2021 | 11.325    |
| 2022 | 11.412    |
| 2023 | 11.320    |
| 2024 | 11.267    |

Stand: 31. Dezember des jeweiligen Jahres (Angaben des Statistischen Landesamtes Sachsen-Anhalt), ab 2011 auf Basis des Zensus 2011, ab 2022 auf Basis des Zensus 2022

## Politik

### Gemeinderat
Der Gemeinderat von Salzatal besteht entsprechend der Einwohnerzahl der Gemeinde aus 28 Mitgliedern und der Bürgermeisterin. Die Kommunalwahl am 9. Juni 2024 führte bei einer Wahlbeteiligung von 67,5 % zu folgendem Ergebnis:
| Partei / Wählergruppe                | Stimmenanteil 2019 | Sitze 2019 |        | Stimmenanteil 2024 | Sitze 2024 |
| ------------------------------------ | ------------------ | ---------- | ------ | ------------------ | ---------- |
| Bürger für Salzatal (BfS)            | .                  | .          | 38,7 % | 11                 |            |
| AfD                                  | 14,2 %             | 1          | 23,8 % | 07                 |            |
| CDU                                  | 17,5 %             | 5          | 21,5 % | 06                 |            |
| Unabhängige Wählergemeinschaft (UWG) | .                  | .          | 07,3 % | 02                 |            |
| Die Linke                            | 11,0 %             | 3          | 05,2 % | 01                 |            |
| SPD                                  | 06,4 %             | 2          | 03,6 % | 0 1                |            |
| FDP                                  | 02,5 %             | 1          | –      | –                  |            |
| Insgesamt                            | 100 %              | 25         | 100 %  | 28                 |            |

Bei der Wahl 2019 entfielen auf die AfD vier Sitze, von denen drei unbesetzt blieben, weil die Partei nur einen Kandidaten nominiert hatte.

### Bürgermeister
- 2010–2017: Juliane Sperling-Lippmann (CDU)
- seit 2017: Ina Zimmermann (CDU, jetzt parteilos)

Zimmermann wurde am 27. November 2016 mit 73,9 % der gültigen Stimmen zur neuen Bürgermeisterin gewählt, sie trat das Amt am 26. Mai 2017 an. Am 14. Januar 2024 wurde sie mit 55,5 % der gültigen Stimmen in ihrem Amt bestätigt. Ihre Amtszeit beträgt sieben Jahre.

### Wappen
Das Wappen wurde am 17. Mai 2010 durch den Landkreis genehmigt.
| Wappen von Salzatal | Blasonierung: „Geteilt von Silber und Blau, oben zwei blaue Weintrauben mit grünen Blättern und schwarzen Ranken, unten ein silberner Anker, begleitet von je drei fächerartig schräg gestellten goldenen Ähren.“ |
| Wappen von Salzatal | Wappenbegründung: Das Wappen wurde vom Kommunalheraldiker Jörg Mantzsch gestaltet und ins Genehmigungsverfahren geführt. Seine Symbole Anker-Trauben-Ähren wurden durch Beschluss der Hauptsatzung vorgegeben. Während die Weintrauben Bezug auf deren Anbau in der Region nehmen, drückt der Anker die Verbindung zur Saale als wichtiger Verkehrs- und Handelsweg aus. Die Ähren knüpfen an die Landwirtschaft als Haupternährungszweig der früheren Dörfer an. Auf seiner Sitzung am 3. Februar 2010 beschloss der Rat der Gemeinde Salzatal das Wappen. |

Die Farben der Gemeinde sind: Blau – Silber (Weiß).

### Flagge
Die Flagge ist blau-weiß (1:1) gestreift (Querform: Streifen waagerecht verlaufend, Längsform: Streifen senkrecht verlaufend) und mittig mit dem Gemeindewappen belegt.